# Primaire eigenschap
Primaire eigenschappen zijn eigenschappen van een object die niet veranderen wanneer zij door iemand anders waargenomen worden. 

## Voorbeelden
De 'Vorm' van een object is meetkundig te onderbouwen en zal niet veranderen wanneer iemand anders deze waarneemt. 
Een banaan is krom, en zal dit ook zijn wanneer iemand anders dit waarneemt. De kleur daarentegen is een secundaire eigenschap. Een banaan is geel, maar iemand anders kan de kleur geel anders waarnemen dan jijzelf (denk aan een kleurenblinde). Kleur is dus niet een eigenschap die ook bestaat wanneer het niet waargenomen wordt en is dus secundair.